# Phyllostachys glabrata
Phyllostachys glabrata là một loài thực vật có hoa trong họ Hòa thảo. Loài này được S.Y.Chen & C.Y.Yao miêu tả khoa học đầu tiên năm 1980.